# Engelhorn Verlag
Der Engelhorn Verlag war ein in Stuttgart ansässiger Buchverlag.

## Geschichte

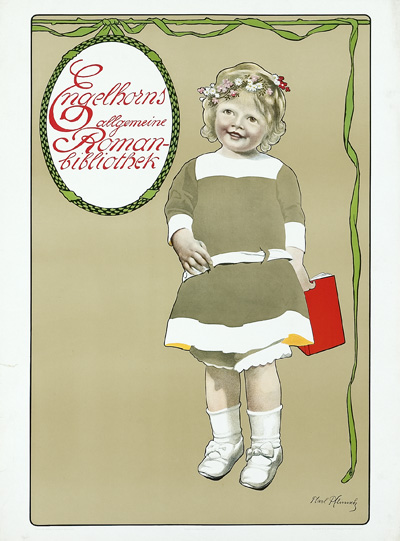
Plakat für Engelhorns allgemeine Romanbibliothek nach Entwurf von Karl Ferdinand Klimsch, um 1900
Druck: Union Deutsche Verlagsgesellschaft und A. Schuler Chemigraphische Kunstanstalt, Stuttgart

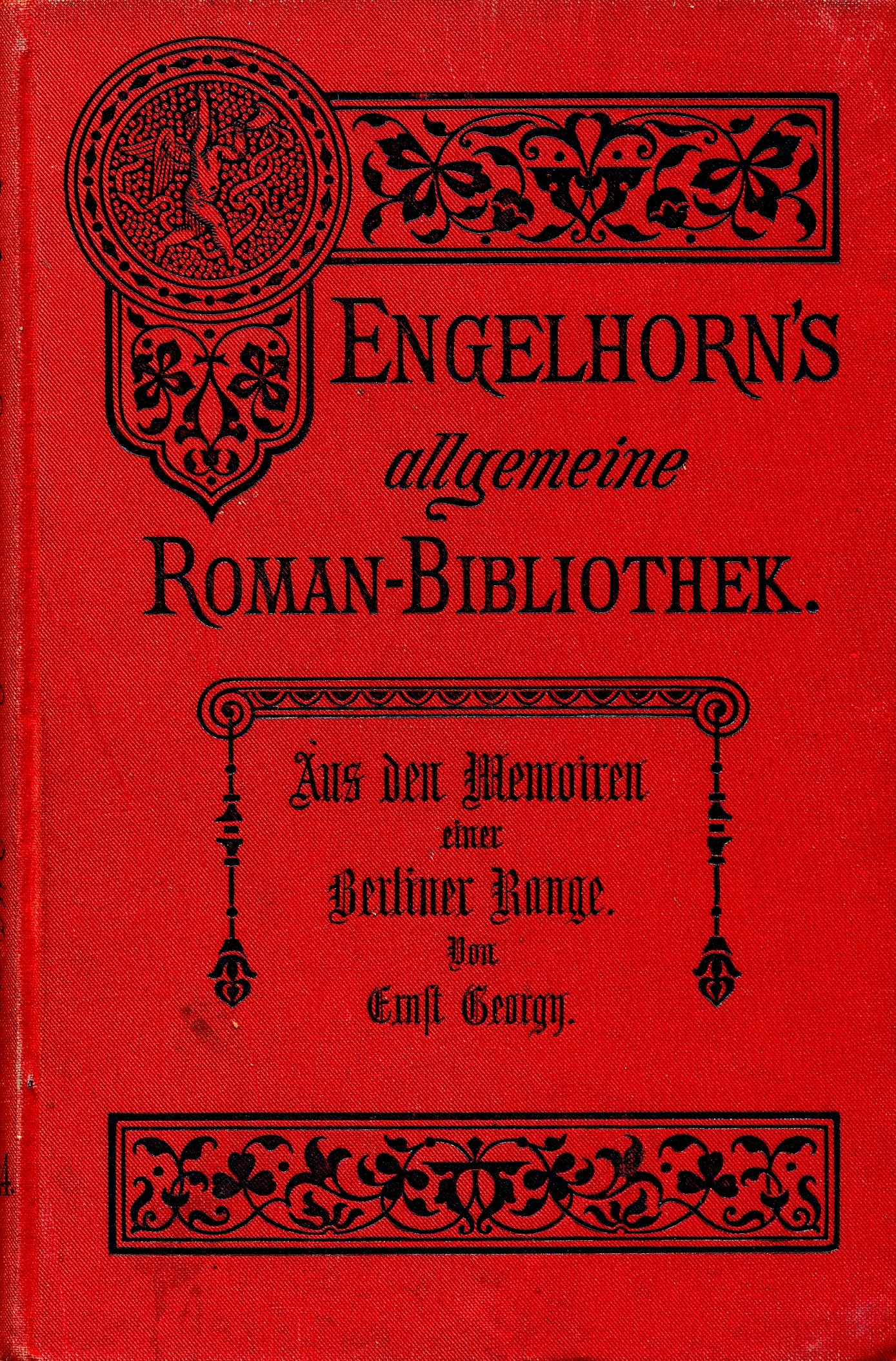
Leinen-Einband eines Bands aus Engelhorns allgemeiner Romanbibliothek mit Jugendstil-Ornamenten

Johann Engelhorn (1818–1897), auch Jean Engelhorn genannt, stammte aus einer angesehenen Mannheimer Bürgerfamilie, sein jüngerer Bruder Friedrich Engelhorn war 1865 maßgeblich an der Gründung der BASF beteiligt. Johann Engelhorn absolvierte eine kaufmännische Lehre in Heidelberg und ließ sich 1841 in Stuttgart nieder. Drei Jahre später gründete er dort gemeinsam mit dem Lithografen Emil Hochdanz die Lithographische Kunstanstalt mit Verlag Engelhorn & Hochdanz, der u. a. die Modezeitung Allgemeine Musterblätter herausgab. 1860 trennten sich die beiden Geschäftspartner, Johann Engelhorn arbeitete nun allein als Verleger.

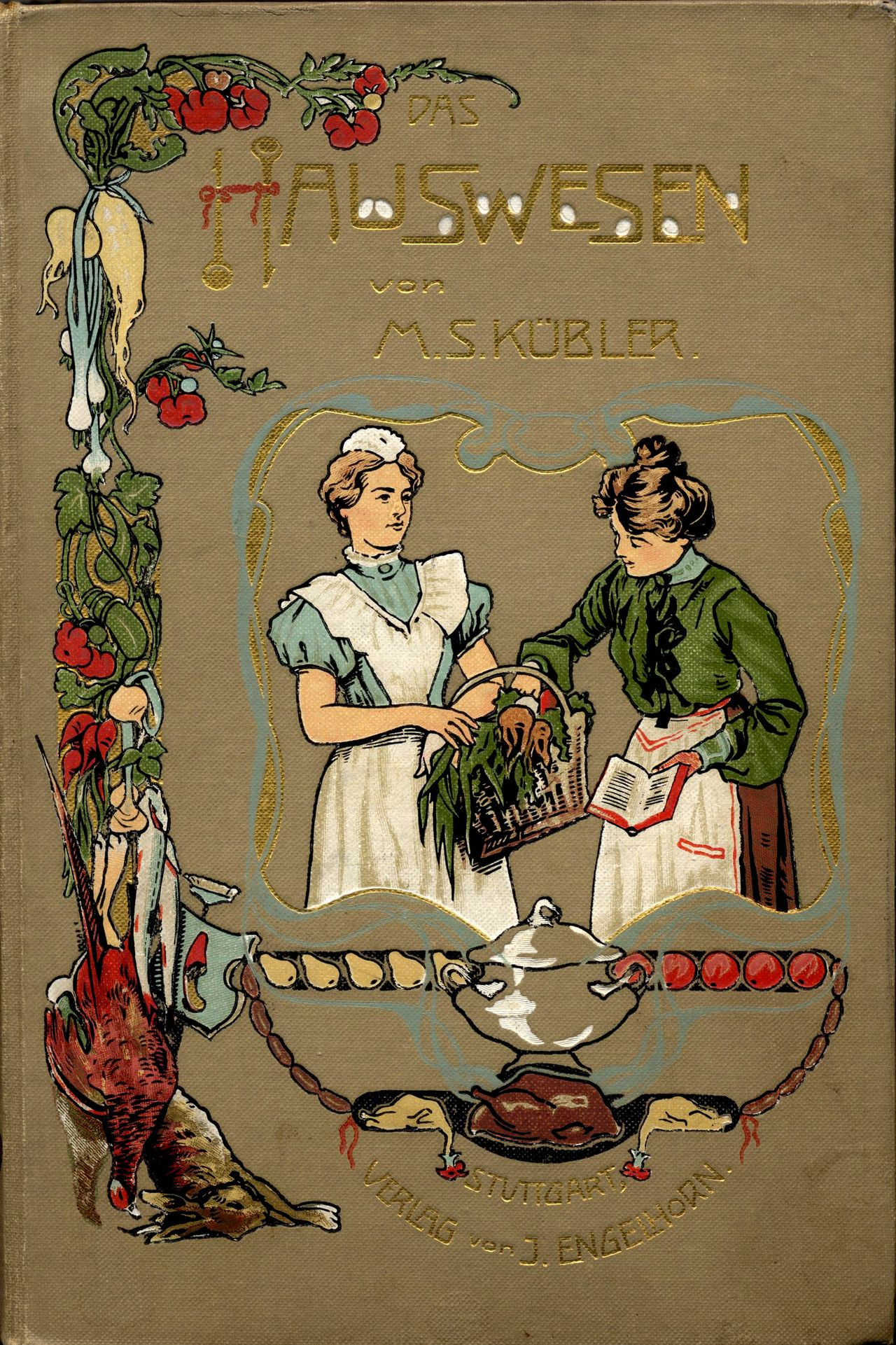
Das Hauswesen (15. Ausgabe von 1905)

In seinen Anfangsjahren gab der Verlag von J. Engelhorn zunächst naturwissenschaftliche und handelswissenschaftliche Werke heraus, ab 1863 auch die Kunstgewerbe-Fachzeitschrift Gewerbehalle. Kurze Zeit später folgte der Möbel-Basar. Ab 1874 publizierte der Verlag landeskundliche Prachtwerke wie Italien – Eine Wanderung von den Alpen bis zum Aetna, Kunstschätze Italiens oder Das Schweizerland, die mit zahlreichen Holzschnitten illustriert waren.
1876 trat Carl Engelhorn, der Sohn des Unternehmensgründers, in den Verlag ein. Während seiner Ausbildung hatte er einige Zeit in den Vereinigten Staaten gelebt und brachte von dort die Idee der Romanbibliothek mit. Der Verlag verpflichtete die beliebtesten deutschen Autoren der Zeit und gab ab 1884 alle zwei Wochen zu einem günstigen Preis einen neuen Roman heraus, darunter auch viele Übersetzungen aus dem Englischen und Französischen. Die Bücher wurden in zwei Varianten angeboten: als Taschenbuch oder auch mit festem Einband. Beide Serien besaßen einen roten Einband, der zu ihrem Markenzeichen wurde. Die Reihe entwickelte sich zu einem wirtschaftlichen Erfolg, machte das Unternehmen weithin bekannt und bestand 46 Jahre lang bis ins Jahr 1930.
1885 erschien unter der redaktionellen Leitung der Stuttgarter Architekten Ludwig Eisenlohr und Carl Weigle die Architektonische Rundschau, die zu einer der wichtigsten Architektur-Fachzeitschriften der Zeit bis zum Ersten Weltkrieg wurde.
Nach dem Rückzug des Vaters 1890 führte Carl Engelhorn den Verlag allein, sein Engagement ging weit über den Buchverlag hinaus. Zwischen 1897 und 1901 stand er dem Börsenverein Deutscher Buchhändler vor. Außerdem war er an der Gründung der Stuttgarter Volksbücherei beteiligt. Der Verleger stellte ein geeignetes Baugrundstück zur Verfügung und stiftete 80.000 Mark für den Bau des Bibliotheksgebäudes.
1910 verkaufte Carl Engelhorn den Verlag an Paul Schumann und Adolf Spemann, wobei die Firma nun in J. Engelhorns Nachfolger geändert wurde. In den 1920er Jahren gab das Unternehmen dann die Buchreihen Musikalische Volksbücher, Lebendige Welt und Engelhorns Tierbücher heraus. Nach dem Tod Paul Schumanns war Adolf Spemann ab 1937 Alleininhaber des Verlags.
1956 wurde der Engelhorn-Verlag von der Deutschen Verlags-Anstalt (DVA) übernommen. Im Zusammenhang mit deren Umzug nach München zu Beginn des 21. Jahrhunderts ging der Engelhorn-Verlag ganz in der DVA auf.